# Francesco Manassero
Francesco Paolo Manassero Zegarra (Lima, 4 dicembre 1965) è un ex calciatore peruviano, di ruolo centrocampista.

## Carriera

### Club
Ha giocato nel campionato peruviano, turco, cileno e colombiano.

### Nazionale
Ha collezionato 13 presenze con la maglia della Nazionale.